# سوبوتوویتسه
سوبوتوویتسه (به لاتین: Sobotovice) یک منطقهٔ مسکونی در جمهوری چک است که در ناحیه برنو-تسوونتری واقع شده‌است. سوبوتوویتسه ۵٫۳۴ کیلومتر مربع مساحت و ۵۲۰ نفر جمعیت دارد و ۲۰۷ متر بالاتر از سطح دریا واقع شده‌است.